# Шотландски ейл
Шотландският ейл (на шотландски келтски: Hivy; на английски: Scottish Ale, Scotch Ale) е вид бира от вида ейл, създаден в Единбург, Шотландия през 18 век. 
Бирите, обозначавани като Scottish Ale и Scotch Ale, са много популярни, освен в родината си, и в САЩ, където се произвеждат от местни пивоварни.

## Характеристика
С термините Scottish Ale и Scotch Ale се обозначават две групи ейлове, родово обединени в категорията „шотландски ейл“.
Scottish ейловете са класифицирани въз основа на шилинг системата. Те са разпределени, в три групи: 60 шилинга (60/-) = Light; 70 шилинга (70/-) = Heavy и 80 шилинга (80/-) = Export.
Основната разлика между тези видове е алкохолно съдържание. Scottish ейловете са с от тъмнокехлибарен до тъмномеден цвят и имат ниска до средна карбонизация (газировка). Вкусът е малцов, не са прекалено силни и се отличават с лека хмелна горчивина и плодови аромати. Алкохолното им съдържание варира от 2,5 до 6 об.%.
Scotch ейлът, известен също като „Strong Scotch Ale“ и „Wee Heavy“ е с по високо алкохолно съдържание от Scottish ейловете – от 6,5 до 10 об.%. Както и други силни ейлове като Барли уайн, тези бири се отличават с карамелена сладост, слаба горчивина и плодов аромат. По несъществуващата вече шилинг система са класифицирани от (90/-) до (160/-). Scotch ейловете се отличават с меден до тъмно кафяв цвят и богат малцов вкус и аромат, с нотки на сливи, ядки и/или стафиди.

## Видове шотландски ейл
Шотландският ейл се произвежда в следните разновидности:
- Скотиш лайт 60/- (Scottish Light 60/-). Традиционен шотландски ейл. Отличава се с тъмно кехлибарен до тъмно меден цвят, голяма прозрачност, малцов вкус и аромат, и умерена горчивина. Алкохолно съдържание: 2,5 – 3,2 %. Типични търговски марки са: Belhaven 60/-, McEwan ' s 60/-, Maclay 60/- Light;
- Скотиш хеви 70/- (Scottish Heavy 70/-). Традиционен шотландски ейл. Отличава се с тъмно кехлибарен до тъмно меден цвят, голяма прозрачност, малцов вкус и аромат, и умерена горчивина. Алкохолно съдържание: 3,2 – 3,9 %. Типични търговски марки са: Caledonian 70/- (Caledonian Amber Ale в САЩ), Belhaven 70/-, Orkney Raven Ale, Maclay 70/-;
- Скотиш експорт 80/- (Scottish Export 80/-). Традиционен шотландски ейл. Отличава се с тъмно кехлибарен до тъмно меден цвят, голяма прозрачност, малцов вкус и аромат, и умерена горчивина. Алкохолно съдържание: 3,9 – 5 %. Типични търговски марки са: Orkney Dark Island, Belhaven 80/- (Belhaven Scottish Ale в САЩ), Belhaven St. Andrews Ale, McEwan's IPA, Caledonian 80/- Export Ale, Broughton Merlin's Ale, Three Floyds Robert the Bruce;
- Стронг скоч ейл (Strong Scotch Ale). Силен шотландски ейл, известен и под името „wee heavy“. Ферментира при по ниски температури, в сравнение с повечето ейлове, с по ниски норми хмел, в резултат на което получава чист интензивен малцов вкус. Отличава се със светло меден до тъмнокафяв цвят, с рубинени оттенъци, добра прозрачност и образува голяма жълто-кафява пяна. богат малцов вкус и аромат, с нотки на карамел. Алкохолно съдържание: 6,5 – 10 %. Типични търговски марки са: Traquair House Ale, Orkney Skull Splitter, McEwan's Scotch Ale, MacAndrew's Scotch Ale, Belhaven Wee Heavy, Broughton Old Jock, Scotch du Silly, Gordon Highland Scotch Ale, Founders Dirty Bastard.